# 18876 Sooner
18876 Sooner este un asteroid din centura principală de asteroizi.

## Descriere
18876 Sooner este un asteroid din centura principală de asteroizi. A fost descoperit pe 2 decembrie 1999 la Oaxaca de James M. Roe. El prezintă o orbită caracterizată de o semiaxă mare de 2,41 ua, o excentricitate de 0,24 și o înclinație de 8,8° în raport cu ecliptica.